# Костівська сільська рада
Ко́стівська сільська́ ра́да — адміністративно-територіальна одиниця та орган місцевого самоврядування в Валківському районі Харківської області. Адміністративний центр — село Костів.

## Загальні відомості
- Костівська сільська рада утворена в 1921 році.
- Територія ради: 32,03 км²
- Населення ради: 605 осіб (станом на 2001 рік)

## Населені пункти
Сільській раді підпорядковані населені пункти:
- с. Костів
- с. Гузівка
- с. Колодківка
- с. Семківка

## Склад ради
Рада складається з 12 депутатів та голови.
- Голова ради: Пивоварова Тетяна Анатоліївна
- Секретар ради: Бутко Наталія Олексіївана

### Керівний склад попередніх скликань
| Прізвище, ім'я, по батькові   | Основні відомості                                                            | Дата обрання | Дата звільнення |
| ----------------------------- | ---------------------------------------------------------------------------- | ------------ | --------------- |
| Камишнікова Ніна Іванівна     | сільський голова,1955 року народження,освіта вища                            | 1994         | 26.04.2006      |
| Суханова Людмила Миколаївна   | Сільський голова, 1962 року народження, освіта вища                          | 26.03.2006   | 18.11.2015      |
| Пивоварова Тетяна Анатоліївна | сільський голова,1965 року народження,освіта середня спеціальна,позапартійна | 25.10.2015   |                 |

Примітка: таблиця складена за даними сайту Верховної Ради України

### Депутати
За результатами місцевих виборів 2015 року депутатами ради стали:

#### За суб'єктами висування
| Суб'єкт висування  | Кількість обраних депутатів | %  |
| ------------------ | --------------------------- | -- |
| партія Відродження | 6                           | 50 |
| Самовисування      | 6                           | 50 |

#### За округами
| № округу | Прізвище, ім'я, по батькові   | Дата визнання обраним | Освіта             | Партійна приналежність | Відомості про обраного депутата                |
| -------- | ----------------------------- | --------------------- | ------------------ | ---------------------- | ---------------------------------------------- |
|          |                               |                       |                    |                        |                                                |
| 1        | Бреславець Микола Вікторович  | 18.11.2015            | середня            | позапартійний          | не працює                                      |
| 2        | Татарець Андрій Юрійович      | 18.11.2015            | середня            | позапартійний          | "Шебелинкагазвидобування" слюсар               |
|          |                               |                       |                    |                        |                                                |
| 3        | Бутко Наталія Олексіївна      | 18.11.2015            | середня спеціальна | позапартійна           | Костівська сільська рада , секретар            |
| 4        | Яковенко Інна Володимирівна   | 18.11.2015            | вища               | позапартійна           | КЗОЗ ОКЦУН ім.Шаповала , інженер мед.приладів  |
| 5        | Кобелев Валерій Володимирович | 18.11.2015            | вища               | позапартійний          | Валківська міжрайонна ветлабораторія,охоронець |
| 6        | Коваль Ольга Миколаївна       | 18.11.2015            | вища               | позапартійна           | КП "Благоустрій", бухгалтер                    |
| 7        | Антонюк Людмила Дмитрівна     | 18.11.2015            | вища               | позапартійна           | Костівська сільська рада,головний бухгалтер    |
| 8        | Манжелій Валентина Григорівна | 18.11.2015            | вища               | позапартійна           | Костівський ДНЗ,пом.вихователя                 |
| 9        | Ушакова Тамара Іллівна        | 18.11.2015            | базова вища        | позапартійна           | Валківський МЦМБВПД спеціаліст                 |
| 10       | Ільченко Оксана Василівна     | 18.11.2015            | базова середня     | позапартійна           | Костівська сільська рада,спец.II кат.          |
|          |                               |                       |                    |                        |                                                |
| 11       | Ільченко Юрій Олександрович   | 18.11.2015            | базова середня     | позапартійний          | не працює                                      |
| 12       | Доценко Надія Олександрівна   | 18.11.2015            | базова вища        | позапартійна           | пенсіонер                                      |